# Dypsis onilahensis
La palma dell'Onilahy (Dypsis onilahensis (Jum. & H.Perrier) Beentje & J. Dransf., 1995) è una pianta della famiglia delle Arecacee, endemica del Madagascar.

## Descrizione
È una palma con fusto eretto, alto sino a 20 m, con lunghe foglie pennate, arcuate o ricadenti.

## Distribuzione e habitat
L'epiteto specifico fa riferimento al fiume Onilahy, lungo le cui rive sono presenti numerosi esemplari. L'areale della specie è comunque più vasto e comprende buona parte del versante occidentale dell'isola.
Cresce, solitaria o in gruppi, lungo le rive dei fiumi.

## Conservazione
La Lista rossa IUCN classifica Dypsis onilahensis come specie vulnerabile.